# Филадельфийский школьный округ
Филадельфийский школьный округ (School District of Philadelphia) — школьный округ в городе Филадельфия, США, базирующийся в Филадельфийском образовательном центре, штат Пенсильвания, в состав которого входят все государственные школы в городе Филадельфия. Основанный в 1818 году, округ является восьмым по величине школьным округом в стране. Так сложилось, что руководство школьного округа было передано школьному совету, назначаемому мэром. Данная традиция продолжалась до 2001 года, когда округ был передан государству, и губернатору было дано право назначать большинство из пяти членов новой Комиссии по реформе школы.

## Демография
Соотношение учащихся в зависимости от типа учреждения
| Этническая принадлежность | Государственные школы | Частные школы |
| ------------------------- | --------------------- | ------------- |
| Афроамериканцы            | 64.4%                 | 65.3%         |
| Азиаты                    | 5.6%                  | 2.3%          |
| Испаноязычные             | 15.8%                 | 13.3%         |
| Коренное население        | 0.2%                  | 0.2%          |
| Белые                     | 13.3%                 | 18.9%         |

- Школы округа
- в Южной Филадельфии
- в Западной Филадельфии
- Образовательный центр Округа
- Овербрукская средняя школа